# Percy Legard
Charles Percy Digby Legard (* 17. Juni 1906 in Saltash; † 16. Februar 1980 in Ryedale) war ein britischer Pentathlet, Nordischer Kombinierer und Offizier.

## Militärische Laufbahn
Legard wurde in Saltash, Grafschaft Cornwall geboren, verbrachte aber den größten Teil seiner Kindheit in Schweden, wo er in Kontakt mit dem Skisport kam. Er stammte aus einer adligen Familie von Yorkshire. Die Familie war seit dem Bürgerkrieg treuer Diener der Krone gewesen. Sein Vater, Großvater und Urgroßvater waren alle Offiziere der British Army, Britisch-Indischen Armee oder der Royal Navy.
Legard kehrte später nach England zurück, besuchte dort das Royal Military College Sandhurst und schloss sich danach als Offizier der 5th Royal Inniskilling Dragoon Guards der British Army an. Kurz vor Ausbruch des Zweiten Weltkriegs 1939 wurden im Regiment Legards die Pferde zugunsten von Mark-VI-Panzern ersetzt. Das Regiment wurde mit der British Expeditionary Force nach Frankreich geschickt, musste aber im Rahmen der Niederlage in der Schlacht von Dünkirchen 1940 nach England evakuiert werden.

## Sportliche Laufbahn
Legard wurde im Januar 1929 britischer Skisprungmeister in St. Moritz und war einer der ersten drei Briten, die 50 m springen konnten. Zusammen mit Guy Nixon und Colin Wyatt nahm er als britischer Vertreter an den Nordischen Skiweltmeisterschaften 1931 in Oberhof teil. Legard belegte dabei den 43. Platz und konnte bei den Nordischen Skiweltmeisterschaften 1934 in Sollefteå 65. werden.
Zudem war Percy Legard Moderner Fünfkämpfer. Er wurde 1931, 1934, und 1935 Britischer Meister und wurde bei den Olympischen Sommerspielen 1932 in Los Angeles Achter.
1936 nahm er sowohl an den Olympischen Winterspielen in Garmisch-Partenkirchen als auch an den Olympischen Sommerspielen in Berlin teil. In Garmisch-Partenkirchen startete er in der Nordischen Kombination und konnte dabei den achten Platz belegen. Er ist bis heute der einzige Brite, der bei Olympischen Spielen in der Nordischen Kombination startete. Bei den Sommerspielen in Berlin nahm er erneut im Modernen Fünfkampf teil. Dabei stellte er im 4000-Meter-Crosslauf mit einer Zeit von 13:51,1 Minuten einen neuen olympischen Rekord auf und belegte im Endklassement den 19. Rang.
Nach dem  Zweiten Weltkrieg startete Legard bei den Olympischen Winterspielen 1948 im Demonstrationswettbewerb Winter-Pentathlon.